# Malvastrum retusum
Malvastrum retusum là một loài thực vật có hoa trong họ Cẩm quỳ. Loài này được (Cav.) Baker f. mô tả khoa học đầu tiên năm 1891.